# Айлс, Грег
Грег Айлс (англ. Greg Iles; 8 апреля 1960, Штутгарт — 15 августа 2025) — американский писатель.
Сын работавшего в Германии американского врача. С четырёхлетнего возраста жил в городке Натчез в американском штате Миссисипи. Окончил в 1983 году Университет Миссисипи, затем занялся рок-музыкой и основал группу «Frankly Scarlet Band». В 1989 году, временно оставив музыку, начал работу над своей первой книгой «Феникс из Шпандау», рассказывающей о Рудольфе Гессе. Книга была опубликована в 1993 году и заняла первое место в рейтинге бестселлеров «Нью-Йорк Таймс».
Умер 15 августа 2025 года в возрасте 65 лет от множественной миеломы.